# Francisco de Lemos de Faria Pereira Coutinho, conde de Aljezur
Francisco de Lemos de Faria Pereira Coutinho (Rio de Janeiro, 12 de setembro de 1820 - Petrópolis, 2 de abril de 1909), mais conhecido como Conde de Aljezur. Era parente direto do homônimo Francisco Lemos de Faria Pereira Coutinho (coadjutor do Bispo de Coimbra e Reitor da Universidade de Coimbra, em Portugal)
Francisco quando nasceu em 1820, o Brasil ainda não era uma nação independente (o que só aconteceria em 7 de setembro de 1822), e, portanto, ele era cidadão português, nascido na então colônia Brasil. No dia 3 de junho de 1845, em Portugal, com 25 anos de idade, ele se casou com Maria Rita de Noronha (ela nascera na cidade de Tavira, em Portugal, em 21 de janeiro de 1826). O casal não teve filhos.
Em 15 de setembro de 1858, por meio de decreto, o rei de Portugal, Dom Pedro V, concedeu o título de Viscondessa de Aljezur à senhora Maria Rita, e na mesma data, estendeu o título a Francisco Coutinho, que adotou a designação de Visconde de Aljezur. No Brasil, o imperador Dom Pedro II confirmou o título de visconde a Coutinho, por meio de portaria de 23 de dezembro de 1858. Mais tarde, em 10 de abril de 1878, Francisco Coutinho teve o título de visconde elevado à categoria de conde, em ambos os países. Ele detinha os mesmos títulos de nobreza, tanto em Portugal como no Brasil.
A palavra “Aljezur” em Portugal tem duas origens: é uma pequena vila, na região do Algarve, atualmente com 6.000 habitantes; e é também nome de um rio (ou ribeira) que nasce na Serra de Monchique e deságua no Oceano Atlântico, na bela Praia da Amoreira. Dom Pedro V escolheu “Viscondessa de Aljezur” (para Dona Maria) e “Visconde de Aljezur” (para Francisco Coutinho) por mera liberalidade, sem nenhuma razão específica. “Aljezur” é uma palavra de origem árabe e significa “ilhas” (al jazair). “Al jazira” é o singular (“a ilha”). Em espanhol, “aljezur” pode ser traduzido como “Algeciras”. Do mesmo radical, surgiu a palavra Argélia.
Francisco Coutinho era funcionário da Coroa e servia ao Império do Brasil, desempenhando inúmeras funções, encargos e missões. Ele comandou, por exemplo, o 7º Corpo de Cavalaria da então Província do Rio de Janeiro, sediada na Vila de Iguaçu, região que hoje conhecemos como município de Nova Iguaçu. Ele também foi fidalgo de Dona Maria Leopoldina (Imperatriz do Brasil, a primeira esposa de Dom Pedro I), responsável contábil de Dona Amélia (Imperatriz do Brasil, a segunda esposa de Dom Pedro I), e assessor direto do imperador Pedro II, chegando a acompanhá-lo até no exílio em Portugal, após a Proclamação da República (em 15 de novembro de 1889). Coutinho foi companheiro inseparável de Dom Pedro II, sendo-lhe leal até a morte do monarca, em 1891. Depois, regressou ao Brasil e foi viver em Petrópolis, onde já havia se estabelecido antes; durante o reinado de sua majestade imperial, Dom Pedro II.
No aspecto vicentino (era membro das confrarias de São Vicente de Paulo), Francisco Coutinho foi um dos fundadores (e 1º Vice-presidente) da Conferência “São Luís Rei de França”, da Igreja de São Luís dos Franceses, em Lisboa (Portugal), fundada em 31 de outubro de 1859, juntamente com o padre Joaquim José Sena de Freitas (CM), padre Emílio Eugênio Miel (CM), Conde de Samodães e outros. Ele também colaborou com o confrade francês M. Thiberge na fundação da Conferência “São Pedro”, a segunda em terras portuguesas, no Funchal (Madeira), em 1875. Francisco foi vice-presidente do Conselho Superior de Portugal, tendo ação de grande relevância. Membro do Instituto Fluminense de Agricultura, sendo membro do conselho filcal desta instituição em 1896.
No Brasil, juntamente com outros confrades (Pedro Fortes Marcondes Jobim, secretário, e Antônio Secioso Moreira de Sá, tesoureiro), fundou, em 4 de agosto de 1872, a Conferência “São José”, sendo o Visconde de Aljezur eleito o primeiro presidente de uma Conferência Vicentina em terras brasileiras. Vale ressaltar que, no momento da fundação da Conferência “São José”, o confrade Francisco de Lemos de Faria Pereira Coutinho detinha o título de “visconde” (pois o grau de conde só lhe fora concedido em 1878, como já mencionado).
Após a morte de Dona Maria Rita, Francisco Coutinho contraiu novas núpcias, desta vez com Ana Carolina de Saldanha da Gama, nascida em 1º de agosto de 1834, no Rio de Janeiro. O casal não deixou descendentes. Francisco Coutinho possuía, também, inúmeras comendas, como a Ordem Sueca da Estrela Polar, Imperial Ordem de Cristo (no Brasil) e Ordem de São Gregório (na Itália).
Seu inventário sugere que o Conde de Aljezur escolheu permanecer em Petrópolis para passar a velhice, falecendo de “marasmo senil” aos oitenta em nove anos em sua casa na Rua Montecaseros, nº 281 ou nº 13

## Homenagens
Em 12 de agosto de 1903, foi inaugurada a Estação Aljezur, em Nova Iguaçu (RJ), integrante da Linha Auxiliar da Estrada de Ferro Central do Brasil, em homenagem ao conde que possuía terras naquela localidade. Atualmente, com a supressão do trecho entre Costa Barros e Japeri para trens de subúrbios e de passageiros de longo percurso, a Estação Aljezur encontra-se fechada; a linha ainda continua sendo usada como "Linha Cargueira Japeri-Arará." O pátio estava em 2009 coberto pelo mato, mas a estação ainda estava ali, abandonada.